# Pierre Bordry
Pierre Bordry, né le 22 mai 1939 à Puiseaux (Loiret) et mort le 22 janvier 2024 à Nice, est un homme politique et haut fonctionnaire français.
Il est l'un des collaborateurs, chef de cabinet puis directeur de cabinet d'Alain Poher, président du Sénat français de 1968 à 1992. 
Il est, à deux reprises, conseiller spécial et porte-parole de la présidence de la République lorsque Alain Poher est appelé à en assumer l'intérim en 1969 puis en 1974.

## Biographie
Diplômé de l'ESSEC, co-fondateur des mardis de l'Essec.
Diplômé de l'Université du Delaware (USA).
il s'engage en 1964 auprès des fondateurs de la Revue France Forum (Joseph Fontanet, Jean Lecanuet, Henri Bourbon, Maurice-René Simonnet)[pas clair]
Pierre Bordry est d’abord collaborateur de Joseph Fontanet, secrétaire général du MRP. Puis il travaille sur les sujets de commercialisation agricole face au développement des grandes surfaces, venues des États-Unis, dans les départements français notamment celui de l'Aveyron. 
Il est ensuite secrétaire général du groupe les Républicains populaires au Sénat et collaborateur parlementaire de Marie-Hélène Cardot, sénatrice des Ardennes et vice-présidente du Sénat. 
En 1965, il est chef de cabinet de Jean Lecanuet, candidat à l'élection présidentielle lors de la première campagne au suffrage universel direct en France. Il donne à cette campagne une tournure inspirée des États-Unis : Lecanuet est appelé le « Kennedy français ». L’équipe de campagne sillonne la France, multiplie les meetings et utilise pour le candidat les outils modernes de communication, notamment la télévision. Lors d’un déplacement aux États-Unis, il organise un entretien entre Lecanuet et Robert Kennedy,.
Le 28 avril 1969, Pierre Bordry est nommé conseiller spécial et porte-parole à l'Élysée auprès du Président de la République française par intérim au départ du général de Gaulle. Il annonce la candidature du président Poher à l’élection présidentielle et en 1974 à la mort du Président Pompidou,,,.
Il entre en 1993 au cabinet du ministre de l’Intérieur Charles Pasqua comme conseiller spécial chargé des libertés publiques et des étrangers. Pierre Bordry est ensuite directeur de la réforme de la police nationale et lance le premier guide de la déontologie dans la police,.
Président du Conseil d’administration de l’hôpital des Quinze-Vingt (1997 renouvelé en 2001)- fondateur de l'institut de la vision centre de recherche public privé pour la recherche sur la rétine.[pas clair]
En 2001, il est président de la commission nationale d'examen des circuits de vitesse (CNECV) chargé de la sécurité des circuits où la vitesse des véhicules dépasse 200km/h, puis entre 2005 et 2010 président de l’Agence nationale de lutte contre le dopage,,,.
Pierre Bordry meurt le 22 janvier 2024 à Nice à l'âge de 84 ans,.

## Décorations
- Officier de la Légion d'honneur
- Officier de l'ordre national du Mérite
- Chevalier de l'ordre du Mérite agricole
- Commandeur de l'ordre du Mérite de la République italienne‎
- Commandeur de l'ordre civil de Malte
- Grand Officier de l'ordre national du Venezuela
- Grand Officier de l'ordre national du Portugal
- Commandeur de l'ordre de Saint Charles principauté de Monaco
- Commandeur de l'ordre de la République de San Marino
- Commandeur de l'ordre de Saint-Grégoire-le-Grand

## Publication
- Alain Poher, Trois fois president, Plon, 29 octobre 1993 (ISBN 2259027296)